# Emy Coligado
Emy Coligado (Geneva, Ohio, 5 de junio de 1971) es una actriz estadounidense de origen filipino, conocida por su papel como Piama Tananahaakna en la serie Malcolm in the Middle.
Coligado, una filipina de Estados Unidos, nació en Geneva, Ohio, y creció en Borger en Texas Panhandle. Asistió a Texas Christian University en Fort Worth, donde estudió psicología. Aunque no tenía antecedentes de calidad de actuación, Coligado vio una producción de Broadway del musical Miss Saigón poco después de su graduación en 1993 y, después de obtener su título, viajó a Nueva York para perseguir la actuación y música. Obtuvo un papel en la compañía 1st National Tour, antes de unirse al elenco de Broadway.
Coligado se mudó a Los Ángeles en 2000 para perseguir una carrera de actuación y apareció en papeles menores en películas y televisión. En 2001, obtuvo un papel recurrente como Emmy, la asistente del médico forense, en el drama Crossing Jordan y, en 2002, fue elegida como papel recurrente como Piama, la esposa de Francis, en la serie Malcolm in the Middle. En 2007, apareció en un comercial para Soyjoy. Coligado apareció también en la serie CTRL.